# جان تی. پرینس
جان تی. پرینس (انگلیسی: John T. Prince؛ ‏ ۱۱ سپتامبر ۱۸۷۱ – ۲۳ دسامبر ۱۹۳۷) بازیگر بود.
از فیلم‌هایی که وی در آن‌ها نقش داشته‌است، می‌توان به زامبی سفید، چرخه روابط پیچیده واشینگتن، شاهنشاه و دکتر جک اشاره نمود.